# Спасск (Называевский район)
Спасск — деревня в Называевском районе Омской области. В составе Утинского сельского поселения.

## История
Основана в 1894 г. В 1928 г. посёлок Спасский состоял из 156 хозяйств, основное население — русские. Центр Спасского сельсовета Москаленского района Омского округа Сибирского края.

## Население
| 1926 | 2002 | 2010 |
| ---- | ---- | ---- |
| 913  | ↘249 | ↘161 |